# Tresnay
Tresnay ist eine französische Gemeinde mit 132 Einwohnern (Stand 1. Januar 2022) im Département Nièvre in der Region Bourgogne-Franche-Comté (vor 2016 Bourgogne). Sie gehört zum Arrondissement Nevers und zum Kanton Saint-Pierre-le-Moûtier.

## Geographie
Tresnay liegt etwa 34 Kilometer südsüdöstlich von Nevers am Allier und seinem späteren Zufluss Alligny. Umgeben wird Tresnay von den Nachbargemeinden Chantenay-Saint-Imbert im Norden, Toury-sur-Jour im Nordosten und Osten, Villeneuve-sur-Allier im Osten und Südosten sowie Aubigny im Süden und Westen.
Durch die Gemeinde führt die Route nationale 7.

## Bevölkerungsentwicklung
| Jahr                       | 1962 | 1968 | 1975 | 1982 | 1990 | 1999 | 2006 | 2020 |
| Einwohner                  | 277  | 254  | 230  | 199  | 178  | 167  | 168  | 135  |
| Quellen: Cassini und INSEE |      |      |      |      |      |      |      |      |

## Sehenswürdigkeiten
- Kirche Saint-Rémy aus dem 12. Jahrhundert, seit 2010 Monument historique
- Fanum, ein gallorömischer Umgangstempel, 1982 entdeckt

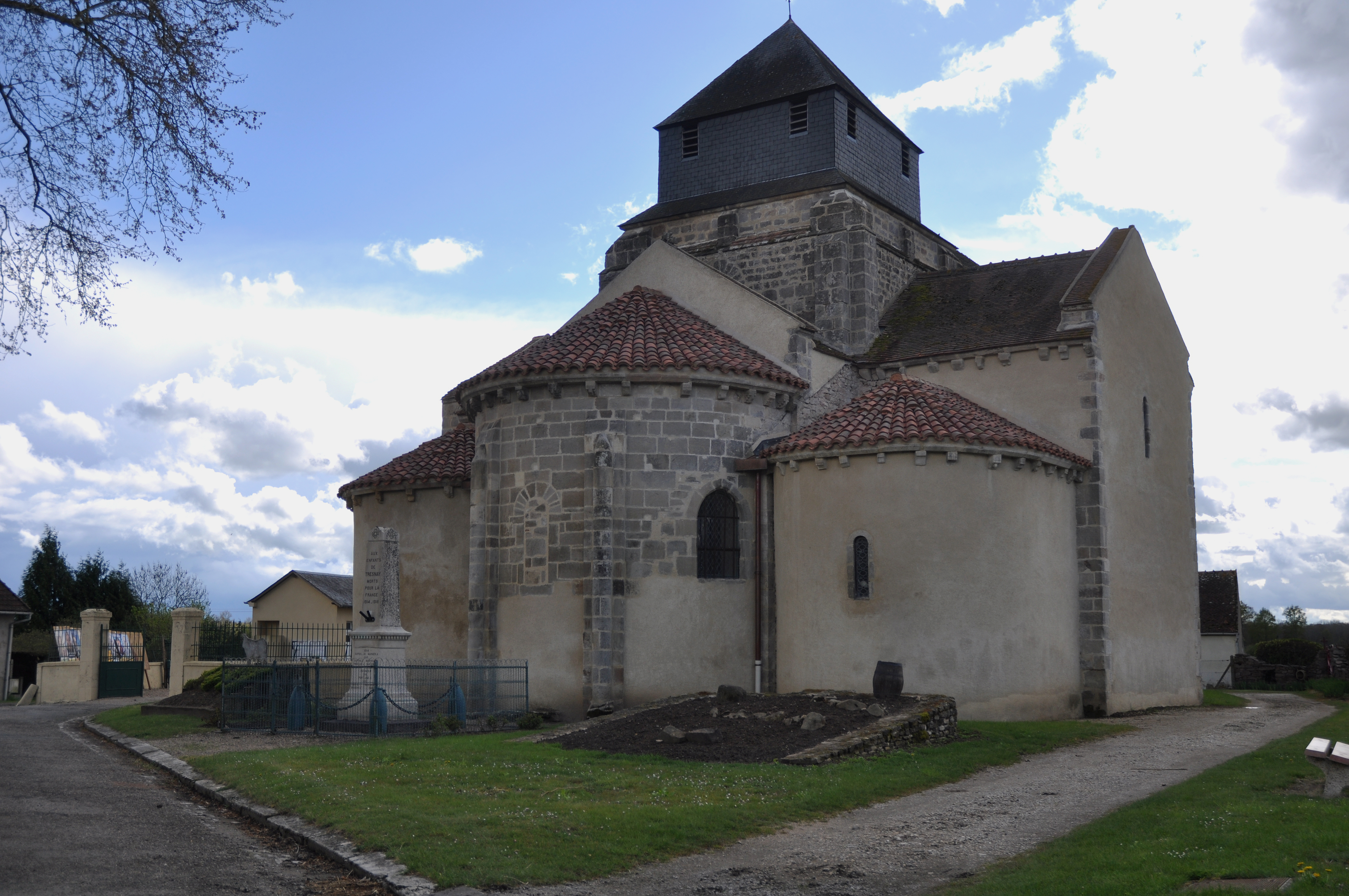
Kirche Saint-Rémy